# Infineon TriCore
TriCore ist die Bezeichnung einer 32-Bit-Prozessorarchitektur der Firma Infineon Technologies AG.

## Geschichte und Hintergründe
Im Jahr 1999 startete Infineon die erste Generation der TriCore basierten Mikrocontroller unter der Bezeichnung AUDO (AUtomotive UnifieD-ProcessOr). Seitdem hat das Unternehmen die Architektur weiterentwickelt und das Konzept optimiert. Mit Stand 2011 gibt es Microcontroller der vierten TriCore-Generation (Version 1.6), die unter der Bezeichnung AUDO MAX unter anderem für High-End-Lösungen im Automobilbereich optimiert wurden. Unter der Marketingbezeichnung PRO-SIL werden sicherheitskritische Anwendungen nach IEC 61508 bzw. ISO 26262 unterstützt. Der Name TriCore rührt von der 3-in-1-Architektur des Kernes her, der die Instruktionssätze von RISC-/MCU-/DSP-Prozessor-Kernen kombiniert. Der Befehlssatz enthält erstens Instruktionen eines 32-Bit-Mikrocontrollers, zweitens eines Mikroprozessors mit reduzierten Befehlssatz (RISC-Technik) und drittens Befehle zur Signalverarbeitung analog eines DSP-Controller (Digitaler Signalprozessor) z. B. für die Anbindung einer Sensor-Umgebung oder weiterer Schnittstellen. Des Weiteren sind erweiterte Funktionen für die Unterstützung von (Echtzeit-)Betriebssystemen verfügbar. Die meisten Implementierungen der TriCore-Architektur enthalten neben der typischen Peripherie eines Microcontrollers einen zweiten ‚echten‘ Kern, den sogenannten Peripheriecontroller. Dieser dient dazu, die CPU von Speicherbewegungen und einfachen Funktionen zu entlasten.

## Anwendungsbereiche
Die TriCore basierten MCU werden von Infineon neben dem Einsatz im Bereich der Automobilindustrie auch für einen Einsatz in der Mess-, Regel-, Steuerungs- oder Automatisierungstechnik z. B. für eingebettete Systeme beworben. Infineon unterteilt das TriCore-Portfolio in drei Kernbereiche auf: Powertrain, Safety sowie Industrial und Multimarket. Die AUDO-Familie oder TC17xx spielt hauptsächlich im Powertrain- und Safety-Bereich, die automobile Anwendungen abdecken, eine große Rolle. Die TC11xx-Familie wird eher im Industriebereich eingesetzt.

## TriCore-Familien

### TC1767 (Audo Future)
Der TC1767 ist ein Produkt der AUDO-FUTURE-Familie, die für Anwendungen im Automobil entwickelt worden ist. Sein 80/133-MHz-TriCore-Kern unterstützt DSP-Funktionen.
Ein peripherer Steuerungs-Prozessor (PCP) verwaltet die on-Chip-Peripherie und entlastet dabei den TriCore von Standard-Bearbeitungsaufgaben. Bei Interrupt-gesteuerten Systemen sorgt dieser für kurze Interrupt-Antwortzeiten, niedrige Latenzen und niedrige Performance-Overheads. Dieser wurde mit 2 MByte Embedded-Flash und insgesamt 128 KB RAM ausgestattet. Das Gerät ist in der Mittelklasse der AUDO-FUTURE-Produktfamilie angeordnet.

### TC11xx-Familie
Die TC11xx-Familie ist für Embedded-Echtzeit-Anwendungen im Industrie- und Multimarkt-Bereich, Single-Core 32-Bit-Mikrocontroller-Architektur optimiert. Basierend auf der TriCore-Technologie V1.3, mit bis zu 180 MHz bietet die TC11xx-Familie: Reduced Instruction Set Computer (RISC), Complex Instruction Set Computer (CISC) und Digital Signal Processing (DSP)-Funktionalität.

## Anwendungen
- Servo-Antriebe
- Umrichter
- Speicherprogrammierbare Steuerungen
- Mobile-Controller
- Robotik, Mehrachsensteuerung
- Motorsteuerungen